# Jan Laštůvka
Jan Laštůvka (ur. 7 lipca 1982 w Havířovie) – czeski piłkarz, występujący na pozycji bramkarza.

## Kariera klubowa
Laštůvka jest wychowankiem FC Karviná, ale swoją profesjonalną karierę zaczynał w Baniku Ostrawa, w 2001 roku. Trzy lata później trafił do jednego z najlepszych ukraińskich klubów, Szachtara Donieck i grał z nim w Lidze Mistrzów. Łącznie rozegrał 37 spotkań w barwach Szachtara. 31 sierpnia 2006 skorzystał z oferty wypożyczenia Fulhamu. Pierwszym meczem w barwach nowego klubu było spotkanie przegrane 0-2 z Blackburn Rovers, 2 grudnia 2006. W ciągu jednej rundy rozegrał 8 spotkań, a menedżer londyńczyków, Lawrie Sanchez nie zdecydował się na wykupienie Czecha z Szachtara. Również po powrocie na Ukrainę Jan okazał się niepotrzebny i po raz drugi został wypożyczony. Tym razem do klubu Bundesligi, VfL Bochum. Zastąpił tam swojego rodaka, który odszedł do Herthy Berlin, Jaroslava Drobnego. Latem 2008 wypożyczono go do West Ham United. W czasie całego sezonu w tym klubie nie rozegrał żadnego spotkania. Latem 2009 został sprzedany za 3 mln euro do Dnipra Dniepropetrowsk. Latem 2016 opuścił dniprowski klub.
W sezonie 2016/2017 Laštůvka grał w MFK Karviná. Latem 2017 przeszedł do Slavii Praga, a na początku 2018 roku został zawodnikiem klubu Baník Ostrawa.
| Sezon   | Klub                   | Kraj    | Flaga   | Rozgrywki         | Mecze |
| ------- | ---------------------- | ------- | ------- | ----------------- | ----- |
| 1999/00 | FC Karviná             | Czechy  | Czechy  | Druhá Liga        | 3     |
| 2000/01 | Banik Ostrawa          | Czechy  | Czechy  | 1. Gambrinus liga | 0     |
| 2001/02 | Banik Ostrawa          | Czechy  | Czechy  | 1. Gambrinus liga | 24    |
| 2002/03 | Banik Ostrawa          | Czechy  | Czechy  | 1. Gambrinus liga | 25    |
| 2003/04 | Banik Ostrawa          | Czechy  | Czechy  | 1. Gambrinus liga | 0     |
| 2004/05 | Szachtar Donieck       | Ukraina | Ukraina | Wyszcza Liha      | 22    |
| 2005/06 | Szachtar Donieck       | Ukraina | Ukraina | Wyszcza Liha      | 19    |
| 2006/07 | Szachtar Donieck       | Ukraina | Ukraina | Wyszcza Liha      | 2     |
| 2006/07 | Fulham F.C.            | Anglia  | Anglia  | Premiership       | 8     |
| 2007/08 | VfL Bochum             | Niemcy  | Niemcy  | Bundesliga        | 25    |
| 2008/09 | West Ham United        | Anglia  | Anglia  | Premiership       | 0     |
| 2009/10 | Dnipro Dniepropetrowsk | Ukraina | Ukraina | Premier-liha      | 17    |
| 2010/11 | Dnipro Dniepropetrowsk | Ukraina | Ukraina | Premier-liha      | 20    |
| 2011/12 | Dnipro Dniepropetrowsk | Ukraina | Ukraina | Premier-liha      | 27    |
| 2012/13 | Dnipro Dniepropetrowsk | Ukraina | Ukraina | Premier-liha      | 24    |
| 2013/14 | Dnipro Dniepropetrowsk | Ukraina | Ukraina | Premier-liha      | 1     |
| 2014/15 | Dnipro Dniepropetrowsk | Ukraina | Ukraina | Premier-liha      | 5     |
| 2015/16 | Dnipro Dniepropetrowsk | Ukraina | Ukraina | Premier-liha      | 9     |
| 2016/17 | MFK Karviná            | Czechy  | Czechy  | 1. Gambrinus liga | 29    |
| 2017/18 | Slavia Praga           | Czechy  | Czechy  | 1. Gambrinus liga | 15    |
| 2017/18 | Banik Ostrawa          | Czechy  | Czechy  | 1. Gambrinus liga |       |

## Kariera reprezentacyjna
Jan Laštůvka był reprezentantem Czech do lat 17, 18, 19 i 21. W dorosłej reprezentacji zadebiutował 3 września 2011 w zremisowanym 2:2 meczu eliminacji do Euro 2012 ze Szkocją. W kadrze narodowej rozegrał 3 mecze.